# Califorenigma linsdalei
 (juillet 2025).
Genre
Espèce
Synonymes
- Heterodictyna linsdalei Chamberlin & Gertsch, 1958

Califorenigma linsdalei, unique représentant du genre Califorenigma, est une espèce d'araignées aranéomorphes de la famille des Dictynidae.

## Distribution
Cette espèce est endémique de Californie aux États-Unis,. Elle se rencontre du comté de Marin à Los Angeles.

## Description
Le mâle holotype mesure 2,80 mm et la femelle paratype 3,00 mm.

## Systématique et taxinomie
Cette espèce a été décrite sous le protonyme Heterodictyna linsdalei par Chamberlin et Gertsch, 1958. Elle est placée dans le genre Nigma par Brignoli en 1983 puis dans le genre Califorenigma par Montana, Cala-Riquelme, Crews, Gorneau, Al-Jamal, Alequín, Spagna, Ballarin et Esposito en 2025.
Ce genre a été décrit par Cala-Riquelme, Gorneau et Esposito en 2025 dans les Dictynidae.

## Étymologie
Cette espèce est nommée en l'honneur de Jean M. Linsdale.

## Publications originales
- Chamberlin & Gertsch, 1958 : « The spider family Dictynidae in America north of Mexico. » Bulletin of the American Museum of Natural History, no 116, p. 1-152 (texte intégral).
- Montana, Cala-Riquelme, Crews, Gorneau, Al-Jamal, Alequín, Spagna, Ballarin & Esposito, 2025 : « Tailor's drawer no more: a reappraisal of the spider family Dictynidae O. Pickard-Cambridge, 1871 sensu lato. » Zoological Journal of the Linnean Society, vol. 204, no 2, zlaf007, p. 1-97.